# Magical Mystery Tour
Magical Mystery Tour là album LP và bản EP-kép của ban nhạc rock The Beatles, được sản xuất bởi George Martin. Album bao gồm các ca khúc là soundtrack của bộ phim cùng tên năm 1967. Ở Anh, album được phát hành bởi Parlophone theo ấn bản EP-kép vào ngày 8 tháng 12 năm 1967 với 6 ca khúc soundtrack. Tại Mỹ, Capitol Records phát hành album vào ngày 6 tháng 11 theo ấn bản LP với mặt B là các đĩa đơn được ban nhạc phát hành cùng năm. EP này cũng được phát hành tại Đức, Pháp, Tây Ban Nha, Nam Tư, Úc và Nhật Bản.
Bản LP tại Mỹ sau này được coi là album chính thức của The Beatles khi catalogue ấn bản CD được tổng hợp vào những năm 1980. Ấn phẩm này thực tế chưa từng xuất hiện ở Mỹ cho tới trước năm 1976. Ngày 9 tháng 9 năm 2009, toàn bộ album được chỉnh âm vào phát hành dưới dạng CD. Bản soundtrack đem lại thành công lớn cho ban nhạc với vị trí số 1 tại Mỹ và được đề cử giải Grammy cho Album của năm, đối lập với những chỉ trích và thất bại toàn diện của bộ phim cùng tên.

## Danh sách ca khúc

### Album
Tất cả các ca khúc được viết bởi Lennon-McCartney, các sáng tác khác được ghi chú bên..
| Mặt A: Soundtrack | Mặt A: Soundtrack                                                     | Mặt A: Soundtrack | Mặt A: Soundtrack |
| STT               | Nhan đề                                                               | Hát chính         | Thời lượng        |
| ----------------- | --------------------------------------------------------------------- | ----------------- | ----------------- |
| 1.                | "Magical Mystery Tour"                                                | McCartney         | 2:48              |
| 2.                | "The Fool on the Hill"                                                | McCartney         | 3:00              |
| 3.                | "Flying" (John Lennon/Paul McCartney/George Harrison/Richard Starkey) | (không lời)       | 2:16              |
| 4.                | "Blue Jay Way" (Harrison)                                             | Harrison          | 3:50              |
| 5.                | "Your Mother Should Know"                                             | McCartney         | 2:33              |
| 6.                | "I Am the Walrus"                                                     | Lennon            | 4:35              |

| Mặt B: Các đĩa đơn năm 1967 | Mặt B: Các đĩa đơn năm 1967 | Mặt B: Các đĩa đơn năm 1967 | Mặt B: Các đĩa đơn năm 1967 |
| STT                         | Nhan đề                     | Hát chính                   | Thời lượng                  |
| --------------------------- | --------------------------- | --------------------------- | --------------------------- |
| 1.                          | "Hello, Goodbye"            | McCartney                   | 3:24                        |
| 2.                          | "Strawberry Fields Forever" | Lennon                      | 4:05                        |
| 3.                          | "Penny Lane"                | McCartney                   | 3:00                        |
| 4.                          | "Baby, You're a Rich Man"   | Lennon                      | 3:07                        |
| 5.                          | "All You Need Is Love"      | Lennon                      | 3:57                        |

### EP-kép
- Mặt A1: "Magical Mystery Tour", "Your Mother Should Know"
- Mặt B1: "I Am the Walrus"
- Mặt A2: "The Fool on the Hill", "Flying"
- Mặt B2: "Blue Jay Way"

## Thành phần tham gia sản xuất
The Beatles
- John Lennon – hát, guitar nền, guitar acoustic, piano điện, mellotron, organ, clavioline, harmonica trong "The Fool on the Hill".
- Paul McCartney – hát, bass, mellotron, thu âm trong "The Fool on the Hill".
- George Harrison – hát, guitar, organ, harmonica trong "The Fool on the Hill".
- Ringo Starr – trống và định âm.

Ê-kíp sản xuất
- Sản xuất – George Martin.
- Kỹ thuật viên âm thanh – Geoff Emerick & Ken Scott.

Các nghệ sĩ khác
- "Magical Mystery Tour" – Mal Evans và Neil Aspinall chơi định âm, David Mason, Elgar Howarth, Roy Copestake và John Wilbraham chơi trumpet.
- "The Fool on the Hill" – Christoper Taylor, Richard Taylor và Jack Ellory chơi flute[2].
- "I Am the Walrus" – Sidney Sax, Jack Rothstein, Ralph Elman, Andrew McGee, Jack Greene, Louis Stevens, John Jezzard và Jack Richards chơi violin, Lionel Ross, Eldon Fox, Brian Martin và Terry Weil chơi cello và Neill Sanders, Tony Tunstall và Morris Miller chơi kèn cor, Peggie Allen, Wendy Horan, Pat Whitmore, Jill Utting, June Day, Sylvia King, Irene King, G. Mallen, Fred Lucas, Mike Redway, John O'Neill, F. Dachtler, Allan Grant, D. Griffiths, J. Smith và J. Fraserhats hát nền.
- "Hello, Goodbye" – Ken Essex, Leo Birnbaum chơi viola.
- "Strawberry Fields Forever" – Mal Evans chơi định âm, Tony Fisher, Greg Bowen, Derek Watkins và Stanley Roderick chơi trumpet và John Hall, Derek Simpson, Norman Jones chơi cello.
- "Penny Lane" – Ray Swinfield, P. Goody, Manny Winters và Dennis Walton chơi flute, Leon Calvert, Freddy Clayton, Bert Courtley và Duncan Campbell chơi trumpet, Dick Morgan và Mike Winfield chơi kèn cor Anh, Frank Clarke chơi contrabass và David Mason chơi piccolo.
- "Baby, You're a Rich Man" – Eddie Kramer chơi thanh la.
- "All You Need Is Love" – George Martin chơi piano, Mick Jagger, Keith Richards, Marianne Faithfull, Keith Moon, Eric Clapton, Pattie Boyd Harrison, Jane Asher, Mike McCartney, Maureen Starkey, Graham Nash và vợ, Gary Leeds và Hunter Davies hát nền, Sidney Sax, Patrick Halling, Eric Bowie và Jack Holmes chơi violin, Rex Morris và Don Honeywill chơi saxophone, David Mason và Stanley Woods chơi trumpet, Evan Watkins và Henry Spain chơi kèn cor, Jack Emblow chơi accordion và Brian Martin chơi cello.

## Đánh giá
| Đánh giá chuyên môn           | Đánh giá chuyên môn |
| Nguồn đánh giá                | Nguồn đánh giá      |
| Nguồn                         | Đánh giá            |
| ----------------------------- | ------------------- |
| Allmusic                      | [ 3 ]               |
| Blender                       | [ 4 ]               |
| Pitchfork Media               | (10/10)             |
| The Rolling Stone Album Guide | [ 6 ]               |